# انچور پوینت، نیوفوندلاند و لابرادور
انچور پوینت، نیوفوندلاند و لابرادور (به انگلیسی: Anchor Point, Newfoundland and Labrador) یک شهرک در کانادا است که در نیوفاندلند و لابرادور واقع شده‌است.

## خصوصیات
انچور پوینت ۳۲۶ نفر جمعیت دارد.